# Железное сердце (сериал)
«Желе́зное се́рдце» (англ. Ironheart) — американский мини-сериал, созданный Чинакой Ходж для стриминг-сервиса Disney+ и основанный на одноимённой героине комиксов Marvel. Это 14-й телесериал медиафраншизы «Кинематографическая вселенная Marvel» (КВМ), разработанный Marvel Studios под лейблом Marvel Television; студия Proximity Media также занималась производством сериала. Сериал непрерывно связан с фильмами франшизы. По сюжету, студентка МТИ Рири Уильямс возвращается домой в Чикаго после событий фильма «Чёрная пантера: Ваканда навеки» (2022), где она раскрывает секреты, которые противопоставляют технологии и магию. Ходж выступила главным сценаристом.
Доминик Торн повторяет роль Рири Уильямс / Железного сердца из «Ваканды навеки». Другие роли также исполняют Лирик Росс, Энтони Рамос, Мэнни Монтана, Мэттью Элам, Энджи Уайт, Джим Раш, Эрик Андре, Кри Саммер, Соня Денис, Шей Кулей, Зои Теракис, Шакира Баррера, Пол Кальдерон, Риган Алийя, Олден Эренрайк, и Саша Барон Коэн. В декабре 2020 года стало известно о разработке сериала и о кастинге Торн. Ходж была нанята в апреле 2021 года, дополнительные данные о кастинге были обнародованы в феврале 2022 года. Сэм Бэйли и Анджела Барнс получили должности режиссёров в апреле 2022 года. Съёмки стартовали в начале июня 2022 года в Атланте на студии Trilith Studios, после чего продолжились в Чикаго в конце октября и завершились в начале ноября.
Премьера первых трёх эпизодов «Железного сердца» состоялась 24 июня 2025 года на Disney+, а последние три эпизода была выпущены 1 июля. Это заключительный телесериал Пятой фазы КВМ и её завершение. Сериал получил смешанные отзывы от критиков.

## Синопсис
После событий фильма «Чёрная пантера: Ваканда навеки» (2022) студентка МТИ Рири Уильямс возвращается домой в Чикаго, где знакомится с загадочным Паркером Роббинсом / Капюшоном, открывая секреты, которые противопоставляют технологии магии, и направляя её на путь опасностей и приключений.

## Актёры и персонажи
- Доминик Торн — Рири Уильямс / Железное сердце:
Студентка МТИ и гениальный изобретатель из Чикаго, создающая железные доспехи, подобные тем, что были у Тони Старка / Железного человека[4]. Торн объяснила, что «Железное сердце» «копнёт глубже» внутрь Рири после того, как её персонаж был впервые показан в фильме Кинематографической вселенной Marvel (КВМ) «Чёрная пантера: Ваканда навеки» (2022), сказав, что сериал помогает объяснить её происхождение и воспитание, которые сделали её персоной, показанную в «Ваканда навеки», а также показать, как она справляется после событий этого фильма и то, как они изменили её представление о том, что значит быть Железным сердцем[5]. Она прочитала комиксы Брайана Майкла Бендиса и Ив Юинг про Железное сердце, чтобы понять отношения персонажа с её отцом[6]. Исполнительный продюсер Сев Оганян сказал, что Рири пустится «во все тяжкие», подобно антигероям Уолтеру Уайту из франшизы «Во все тяжкие» и Тони Сопрано из телесериала «Клан Сопрано»[7].
- Лирик Росс[англ.] — Натали Вашингтон и Н.А.Т.А.Л.И.:
Натали — лучшая подруга Рири Уильямс, погибшая в 2020 году. В 2025 году Рири при создания искусственного интеллекта (ИИ) использовала свою память о ней, и этим случайно придала своему созданию внешность и характер погибшей подруги. ИИ получил имя Н.А.Т.А.Л.И.[8].
- Мэнни Монтана[англ.] — Джон[англ.]: Кузен Паркера Роббинса и член его банды, умело обращающийся с ножами[8][9]
- Мэттью Элам — Ксавьер Вашингтон: Сосед и друг Рири, брат Натали[10]
- Энджи Уайт — Ронни Уильямс: Мать Рири[1][11]
- Джим Раш — профессор Уилкс: Учитель в МТИ[12][13]
- Эрик Андре — Стюарт Кларк / Ярость[англ.]: Технический специалист и член банды Роббинса[9]
- Кри Саммер — Мэделайн Стэнтон: Яркая подруга Ронни, мать Зельмы, бывшая стажёрка в Камар-Тадже, управляющая кондитерской[8][14].
- Соня Денис — Клоун[англ.]: Пиротехник и член банды Роббинса[9]
- Шей Кулей[англ.] — Слизняк[англ.]:
Хакер из Мадрипура и член банды Роббинса. Слизняк — бывший дрэг-квин, который хочет перераспределить богатство от привилегированных слоёв общества к чикагскому сообществу и использует небинарные местоимения[15].
- Зои Теракис[англ.] — Джери Блад: Мускул банды Роббинса и бывшая спортсменка, ставшая уличным бойцом. Является сестрой Роз[8]
- Шакира Баррера[англ.] — Роз Блад: Мускул банды Роббинса и бывшая спортсменка, ставшая уличным бойцом. Является сестрой Джери[8]
- Энтони Рамос — Паркер Роббинс / Капюшон:
Главарь банды и союзник Рири, который носит капюшон, который позволяет ему заниматься тёмными искусствами и магией. Рамос сказал, что Роббинс был сложным человеком и неудачником, который «хочет привлечь других неудачников и показать миру, что на нас смотрят как на изгоев, но в конечном итоге мы окажемся на вершине»[16]. Роббинс родом из чикагского района Гумбольдт-Парк, и его воспитала мать, которая является членом пуэрториканской уличной банды, которая потом стала активистской организацией «Молодые Лорды»; в комиксах Роббинс родом из Нью-Йорка[5]. Исполнительный продюсер Райан Куглер сказал, что Роббинс и Рири — две стороны одной медали, и их объединяет общее стремление к величию[17].
- Олден Эренрайк — Иезекииль «Зик» Стейн[англ.]:
Специалист по технической этике и торговец оружием на чёрном рынке, сын Обадайи Стейна, который был наставником, а затем заклятым врагом Тони Старка. Живёт в безвестности под именем Джо Макгилликадди[18].
- Риган Алийя — Зельма Стэнтон: Подруга Рири и дочь Мэделайн, которая занимается мистическими искусствами[8][19].
- Пол Кальдерон — Артур Роббинс: Генеральный директор Artworks и отец Паркера[20][21].
- Саша Барон Коэн — Мефисто: Демон, давший Паркеру Роббинсу капюшон[22].

Кроме того в сериале также появляются: Харпер Энтони в роли Лэндона, мальчика помогавшего Рири за деньги; Ларойс Хокинс в роли Гэри Уильямса, покойного отчима Рири; Таня Кристиансен в роли Хейзер, соседки Стейна. Рэпер Saba появляется в роли самого себя. Рашида Олайивола также получила роль в сериале.

## Список серий
| № | Название                                                             | Режиссёр      | Автор сценария                 | Дата премьеры |
| - | -------------------------------------------------------------------- | ------------- | ------------------------------ | ------------- |
| 1 | «Take Me Home» «Забери меня домой»                                   | Сэм Бэйли     | Чинака Ходж                    | 24 июня 2025  |
| 2 | «Will the Real Natalie Please Stand Up?» «Настоящая Натали встанет?» | Сэм Бэйли     | Малари Ховард                  | 24 июня 2025  |
| 3 | «We in Danger, Girl» «Мы в опасности, девочка»                       | Сэм Бэйли     | Франческа Гейлс и Жаклин Гейлс | 24 июня 2025  |
| 4 | «Bad Magic» «Плохая магия»                                           | Анджела Барнс | Амир Сулейман                  | 1 июля 2025   |
| 5 | «Karma's a Glitch» «Ошибка кармы»                                    | Анджела Барнс | Кристиан Мартинес              | 1 июля 2025   |
| 6 | «The Past Is the Past» «Прошлое в прошлом»                           | Анджела Барнс | Чинака Ходж                    | 1 июля 2025   |

## Производство

### Разработка
Сценарий фильма, основанного на персонаже Marvel Comics Рири Уильямс / Железном сердце, был написан Джадой Родригес к июлю 2018 года и внесён в Чёрный список лучших сценариев, но в итоге проект не был снят. В декабре 2020 года президент Marvel Studios Кевин Файги объявил о создании сериала «Железное сердце» для Disney+. В апреле 2021 года Чинака Ходж была нанята на должность главного сценариста проекта. В марте 2022 года актёр сериала Энтони Рамос раскрыл, что Райан Куглер, режиссёр фильма «Чёрная пантера» (2018) и сиквела «Чёрная пантера: Ваканда навеки» (2022), вовлечён в производство сериала; главная актриса сериала Доминик Торн впервые появилась в роли Рири Уильямс / Железного сердца в «Ваканда навеки», а продюсерская компания Куглера «Proximity Media» по контракту с Walt Disney Television будет работать вместе с Marvel Studios над созданием нескольких сериалов для Disney+. В апреле было подтверждено, что Proximity Media будет заниматься производством сериала, когда Сэм Бэйли и Анджела Барнс присоединились к сериалу, чтобы каждый снял по три эпизода. «Железное сердце» состоит из шести эпизодов, и он был выпущен под лейблом Marvel Studios под названием Marvel Television. Файги, Луис Д’Эспозито, Брэд Уиндербаум и Зои Нагельхаут выступили исполнительными продюсерами со стороны Marvel Studios; Куглер, Зинзи Куглер и Сев Оганян — со стороны Proximity Media; Ходж также стала исполнительным продюсером. Ив Юинг, писательница комиксов про Железное сердце, была консультирующим продюсером.
Поскольку «Железное сердце» разрабатывался ещё до того, как в конце 2023 года Marvel Studios решило изменить подход в пользу многосезонных телесериалов, к маю 2025 года студия приняла решение занять позицию ожидания и посмотреть на реакцию зрителей, чтобы принять решение о возможном втором сезоне.

### Сценарий
Малари Ховард, Франческа Гейлс, Жаклин Дж. Гейлс, Амир Сулейман и Кристиан Мартинес были сценаристами сериала вместе с Ходж, причём обе Гейлс ранее были сценаристками дрого сериала Marvel Studios «Женщина-Халк: Адвокат» (2022). В мае 2021 года начался набор в сценарную группу «Железного сердца». Файги чувствовал, что конфликт между технологиями Рири и магией Паркера Роббинса / Капюшона делает этот проект уникальным в рамках КВМ. Куглер сказал, что «Железное сердце» возьмёт реализм «уличных» телесериалов КВМ, таких как «Сорвиголова» (2015—2018), и объединит его с мистической стороной франшизы, поскольку в «Железном сердце» присутствуют персонажи, которые, по мнению Куглера, «чувствовали бы себя как дома» в таких проектах, как фильм «Доктор Стрэндж» (2016) и мини-сериал «Ванда/Вижн» (2021).
Исполнительный директор Marvel Studios Нейт Мур описал «Железное сердце» как прямое продолжение «Ваканды навеки», и события сериала происходят через шесть месяцев после событий этого фильма. Сериал исследует последствия пребывания Рири в «Ваканде навеки», когда она возвращается домой; её исключают из МТИ за пропуск занятий и использование слишком большого количества ресурсов университета, что вынуждает её заниматься незаконной деятельностью — например, присоединиться к Роббинсу и его банде — чтобы финансировать свои проекты. Действие сериала происходит в родном городе Рири, Чикаго, который Рамос назвал самостоятельным персонажем, который является частью индивидуальности всех персонажей, и это даёт Рири и другим персонажам возможность попытаться пробиться где-то, будь то во власти, деньгах и чём-то ещё. Рамос сказал, что это влияет на каждого из персонажей как положительно, так и отрицательно, и в конечном итоге их выборы начинают переплетаться. Сценаристы пытались создать сложных персонажей, которые не были бы ни полностью добрыми, ни злыми, причём актёр Олден Эренрайк полагал, что сценаристы представили «психологический, эмоциональный портрет» каждого персонажа.

### Кастинг
Одновременно с анонсом сериала было объявлено о кастинге Доминик Торн на роль Рири Уильямс / Железного сердца после того, как Marvel Studios предложила ей роль без проб; ранее Торн прослушивалась на роль в «Чёрной пантере», и тогда Marvel Studios сообщила ей, что они хотят поработать с ней в будущем, когда у неё наберётся больше опыта. В феврале 2022 года Энтони Рамос присоединился к сериалу в роли Паркера Роббинса / Капюшона, которую описывали как «ключевая роль» и главный злодей сериала. Deadline Hollywood сообщил, что Рамос появится и в других проектах КВМ, подобно тому, как Джонатан Мэйджорс появился в роли Того, кто остаётся в первом сезоне телесериала «Локи» (2021) перед своим появлением в роли Канга Завоевателя в фильме «Человек-муравей и Оса: Квантомания» (2023). В конце февраля Лирик Росс получила роль лучшей подруги Рири. В апреле неизвестную роль в сериале получил начинающий актёр Харпер Энтони, после чего роль получил Мэнни Монтана. Спустя месяц к актёрскому составу в одной из ключевых ролей присоединился Олден Эренрайк.
С августа по октябрь 2022 года к актёрскому составу присоединились Шей Кулей, Зоя Теракис, Риган Алийя, Шакира Баррера, Рашида Олайивола, Соня Денис, Пол Кальдерон и Кри Саммер. На выставке D23 в сентябре стало известно, что Джим Раш вновь исполнит свою роль декана МТИ из фильма КВМ «Первый мститель: Противостояние» (2016). В следующем месяце Deadline Hollywood сообщил, что Саша Барон Коэн присоединился к КВМ в роли, в которой он потенциально мог появиться в поздних эпизодах «Железного сердца», а затем и в других проектах КВМ. Его ролью, вероятно, должен был стать персонаж Мефисто, которого Барон Коэн сыграл бы в человечьем облике, а также с помощью визуальных эффектов. В июне 2023 года стало известно, что Энджи Уайт стала одной из основных актрис сериала и, как полагалось, она будет играть мать Рири, Ронни. В октябре 2023 года в заявлении в Бюро авторского права США кастельно сериала было раскрыто несколько ролей: Эренрайк в роли Джо Макгилликадди, Росс в роли Натали Вашингтон, Мэттью Элам в роли Ксавьера Вашингтона, Уайт в роли Ронни Уильямс, Монтана в роли Джона и Кулей в роли Слизняка. Заявление также подтвердило появление Барона Коэна в сериале.
В середине июня 2025 года стало известно, что Денис получила роль Клоуна в сериале, и что Баррера и Теракис получили роли сестёр Роз и Джери Блад соответственно. Тогда же было объявлено, что Эрик Андре получил роль Стюарта Кларка / Ярости. Ранее, в конце 2022 года, сообщалось, что он участвовал в съёмках одного из эпизодов мини-сериала Disney+ «Это всё Агата» (2024). Позже в том же месяце было раскрыто несколько ролей в сериале: Энтони в роли Лэндона, Алийя в роли Зельмы Стэнтон, Саммер в роли Мэделайн Стэнтон и Ларойс Хокинс в роли Гэри Уильямса.

### Дизайн
Эндрю Мензис был художником-постановщиком сериала, в то время как Терранс Харрис выступал в качестве художника по костюмам.

### Съёмки
Предварительные съёмки адресных планов прошли в Чикаго в конце мая 2022 года. Основная съёмки начались 2 июня на Trilith Studios в Атланте, Джорджия, под рабочим названием «Умник» (Wise Guy), где режиссёрами были Бэйли и Барнс. Операторами были Элисон Келли и Энти Ченг. Съёмки проходили в сентябре на Эджвуд-авеню в Суит-Оберне, Атланта, в здании, которое специально построили, чтобы оно имитировало ресторан сети White Castle в Чикаго. Съёмки должны были начаться в Чикаго 24 октября 2022 года и продлиться до 3 ноября в Юг-Сайде, Ниэр-Север-Сайде и в центре Чикаго. Основные съёмки завершились к началу ноября 2022 года, хотя, как сообщалось, дополнительные съёмки должны были пройти с февраля по апрель 2024 года. Для съёмок был создан полноценный практичный костюм Железного сердца, который служил ориентиром для освещения и спецэффектов, аналогично технике, использованной в первом фильме КВМ «Железный человек» (2008).

### Пост-продакшн
Уиндербаум сказал, что к марту 2024 года сериал уже монтировали. Монтажёрами сериала были Седрик Нэрн-Смит, Шеннон Бейкер Дэви и Дианна Ноуэлл, причём Нэрн-Смит ранее работал над сериалами Marvel Studios «Лунный рыцарь» (2022) и «Сорвиголова: Рождённый заново» (2025—наст. время).

### Музыка
Музыку к сериалу написала Дара Тейлор. Hollywood Records и Marvel Music выпустили её музыкальную тему к сериалу в цифровом виде в качестве сингла 19 2025 года. Первый альбом саундтрека, который включает себя музыку из первых трёх эпизодов, был выпущен 24 июня. Второй альбом, в который входят последние три эпизода, был выпущен 1 июля.
| №                   | Название                   | Длительность |
| ------------------- | -------------------------- | ------------ |
| 1.                  | «Ironheart (Riri's Theme)» | 2:17         |
| 2.                  | «The Crew»                 | 2:05         |
| 3.                  | «Cloaked in Darkness»      | 0:43         |
| 4.                  | «Think Fast»               | 1:46         |
| 5.                  | «Black Market»             | 1:05         |
| 6.                  | «New Friend»               | 1:31         |
| 7.                  | «The Suburbs»              | 0:57         |
| 8.                  | «To the Bunker»            | 1:40         |
| 9.                  | «First Heist»              | 2:28         |
| 10.                 | «Sign Here»                | 1:26         |
| 11.                 | «Live Laugh Love»          | 1:23         |
| 12.                 | «Crime Family»             | 1:26         |
| 13.                 | «Hacking»                  | 0:57         |
| 14.                 | «Cover Up»                 | 1:39         |
| 15.                 | «Scans and Scales»         | 1:18         |
| 16.                 | «New Suit»                 | 2:21         |
| 17.                 | «A Job for You»            | 1:04         |
| 18.                 | «Revenge»                  | 1:00         |
| 19.                 | «Secrets»                  | 1:21         |
| 20.                 | «Blackmail»                | 1:04         |
| 21.                 | «New Plan»                 | 2:02         |
| 22.                 | «Your Own Person»          | 3:46         |
| 23.                 | «Next Target»              | 1:48         |
| 24.                 | «Breaking In»              | 1:46         |
| 25.                 | «What He Did to Me»        | 1:34         |
| 26.                 | «Old Friends»              | 3:36         |
| 27.                 | «Botany»                   | 5:34         |
| 28.                 | «Betrayal»                 | 3:23         |
| 29.                 | «Shadows and Truths»       | 1:03         |
| Общая длительность: | Общая длительность:        | 49:23        |

| №                   | Название                        | Длительность |
| ------------------- | ------------------------------- | ------------ |
| 1.                  | «Villains (Parker's Theme)»     | 1:57         |
| 2.                  | «The Uninvited»                 | 2:30         |
| 3.                  | «Castle of Chaos»               | 2:26         |
| 4.                  | «Stop Running»                  | 1:26         |
| 5.                  | «An Iron Freak»                 | 4:15         |
| 6.                  | «Something You Won't Even Miss» | 2:33         |
| 7.                  | «Arrested»                      | 1:32         |
| 8.                  | «Art of Fatherhood»             | 3:34         |
| 9.                  | «Ice Bath»                      | 1:07         |
| 10.                 | «Patsy»                         | 1:16         |
| 11.                 | «Bad Magic»                     | 2:11         |
| 12.                 | «A Whole New Life»              | 2:08         |
| 13.                 | «Prison Break»                  | 1:34         |
| 14.                 | «A Good Person»                 | 4:13         |
| 15.                 | «I Want Her Head»               | 0:51         |
| 16.                 | «Upgrade»                       | 1:42         |
| 17.                 | «To Eat It»                     | 2:03         |
| 18.                 | «You Don't Have to Fight Alone» | 1:40         |
| 19.                 | «The Truth»                     | 3:14         |
| 20.                 | «Rock'em Sock'em»               | 2:50         |
| 21.                 | «Liability»                     | 3:48         |
| 22.                 | «The Price of Magic»            | 2:24         |
| 23.                 | «A Rock and a Pizza Place»      | 1:44         |
| 24.                 | «Playing House»                 | 2:50         |
| 25.                 | «Trial and Error»               | 2:30         |
| 26.                 | «Tête-à-Tête»                   | 4:49         |
| 27.                 | «One of the Good Ones»          | 4:12         |
| 28.                 | «What Do You Say?»              | 3:20         |
| 29.                 | «Make My Millennium»            | 2:06         |
| Общая длительность: | Общая длительность:             | 1:17:25      |

## Маркетинг
Кадры из сериала были показаны на конвенции Disney D23 в сентябре 2022 года. Затем Торн и Рамос представили сериал на апфронте Disney в мае 2024 года, где был объявлен год выхода сериала. Пара снова рекламировала сериал в августе того же года на другой конвенции D23 вместе с Куглером, Росс, Рамосом, Эренрайком и Алийей. Были показаны отрывки из сериала, которые Джейкоб Холл из /Film описал как «криминальное шоу с элементами „Железного человека“ в центре». После того, как в интернет просочились кадры с D23, Marvel опубликовала видеоролик, посвящённый 85-летю компании, где было представлено официальное изображение Рири в броне Железного сердца. В октябре Disney+ выпустило видеоролик, в котором было объявлено о графике выхода проектов от Marvel Television и Marvel Animation до конца 2025 года, и в этом видео были включены дополнительные кадры из сериала.
Кадры из сериала были включены в тизерный ролик, который был показан на апфронте Disney 13 мая 2025 года. В этот же день был выпущен онлайн предварительный промо-ролик, содержащий новые кадры, а также интервью с Куглером, и он был выпущен за день до того, как был выпущен официальный трейлер сериала 14 мая. Дейз Джонстон из Inverse сказала, что у сериала «на удивление была нехватка маркетинговых мероприятий», учитывая, как близко был его выход. Жермен Люссье из Gizmodo также сказал, что приятно было видеть «усиление рекламной кампании» сериала. Он похвалил промо-ролик за то, что во многих его новых кадрах были представлены персонажи, ставки и сюжет. Обсуждая полноценный трейлер, Джордан Кинг из «Empire» сказал, что он быстро устанавливает тон сериала, ясно давая понять, что он рассказывает свою собственную историю о Рири, а не пытается быть «Железным человеком 2.0». Кинг сравнил сцену со смертельной ловушкой в начале трейлера с франшизой «Пила».
13 июня 2025 года на YouTube был выпущен эпизод «Marvel Studios: Легенды», посвящённый Рири. Позже в том же месяце, во время интервью на передаче «Good Morning America», Торн и Рамос получили сюрприз в виде видеозаписи с Робертом Дауни-мл. (который играл Тони Старка / Железного человека до того, как его утвердили на роль Виктора фон Дума / Доктора Дума во франшизе), где он выразил поддержку сериалу. Также был выпущен постер с названиями эпизодов. Марко Вито Оддо из ComicBook.com отметил, что буква «M» в названии «Karma's a Glitch» имеет «отчётливый красный оттенок», выделяясь на фоне остальных чёрных букв, и предположил, что это отсылка к роли Коэна в образе Мефисто, о которой ходили слухи.

## Показ
Премьера первых трёх эпизодов «Железного сердца» состоялась на Disney+ 24 июня 2025 года, после чего оставшиеся три эпизода были выпущены 1 июля. Джонстон из Inverse выразила разочарование пакетированным форматом выпуска такого небольшого количества эпизодов, полагая, что Disney, возможно, «пытается скинуть весь сериал как можно скорее», и надеясь, что это «просто случайность в расписании выпусков Disney+». Изначально премьера «Железного сердца» планировалась на конец 2023 года, однако к февралю того же года премьера сериала в 2023 году казалась маловероятной, поскольку Disney и Marvel Studios пересматривали стратегию выпуска их контента. В мае того же года сообщалось, что релиз состоится в 2024 году, но в сентябре 2023 года он был исключён из графика релизов Marvel Studios, поскольку трудовые споры в Голливуде в 2023 году препятствовали своевременному завершению производства сериала. В следующем месяце в заявлении об авторских правах на сериал было указано, что ориентировочный релиз состоится 3 сентября 2025 года. Дата выхода в июне 2025 года была объявлена годом позже. Это заключительный телесериал Пятой фазы КВМ.

## Реакция
Средняя оценка на Rotten Tomatoes среди критиков составляет 82 %, из которых 61 критик оценил сериал как «свежий», а 22 критика оценили его как «гнилой». Оценка топ-критиков составляет 60 %, 12 критиков оценили положительно, а 8 — отрицательно. Оценка аудитории составляет 49 %.
Анна Иннес Флинт из IGN пишет, что сериал заслуживает 5 из 10 возможных баллов с оценкой «посредственно»: «Несмотря на уверенные, эмоциональные выступления Доминик Торн, Энтони Рамоса, Лирик Росс и Олдена Эренрайка, „Железное сердце“ так и не даёт Рири Уильямс того преображающего пути героя, которого мы привыкли ожидать от протагонистов MCU. Заурядные антагонисты и циничный сценарий не оставляют поводов для переживаний, а кинетические сцены ограблений хоть и развлекают, но бронированные сражения оставляют желать лучшего».
На сайте Кинопоиска оценки в основном негативные, с рейтингом 4,1 из 10. Из 4 российских кинокритиков только 1 отозвался положительно, что дало лишь 25 %.